# Catedral de São Paulo (Londres)
A Igreja Catedral de São Paulo, o Apóstolo, mais conhecida como Catedral de São Paulo (em inglês:  St Paul's Cathedral), é uma catedral anglicana localizada em Ludgate Hill, na cidade de Londres, na Inglaterra. É a sede do Bispo de Londres.
O edifício actual, projecto a cargo do arquitecto Christopher Wren, data do século XVIII e é geralmente considerado como a quinta Catedral de São Paulo, embora o número possa ser maior se todas as reconstruções medievais forem contadas como uma nova catedral. A catedral é atualmente um dos sítios de maior visitação na cidade de Londres. Foi também nesta catedral que Charles, Príncipe de Gales, casou-se com Lady Diana Spencer, em 1981. A cúpula da catedral é a segunda maior do mundo (só sendo ultrapassada pela Basílica de São Pedro) e dela se tem uma visão ampla de Londres.

## História

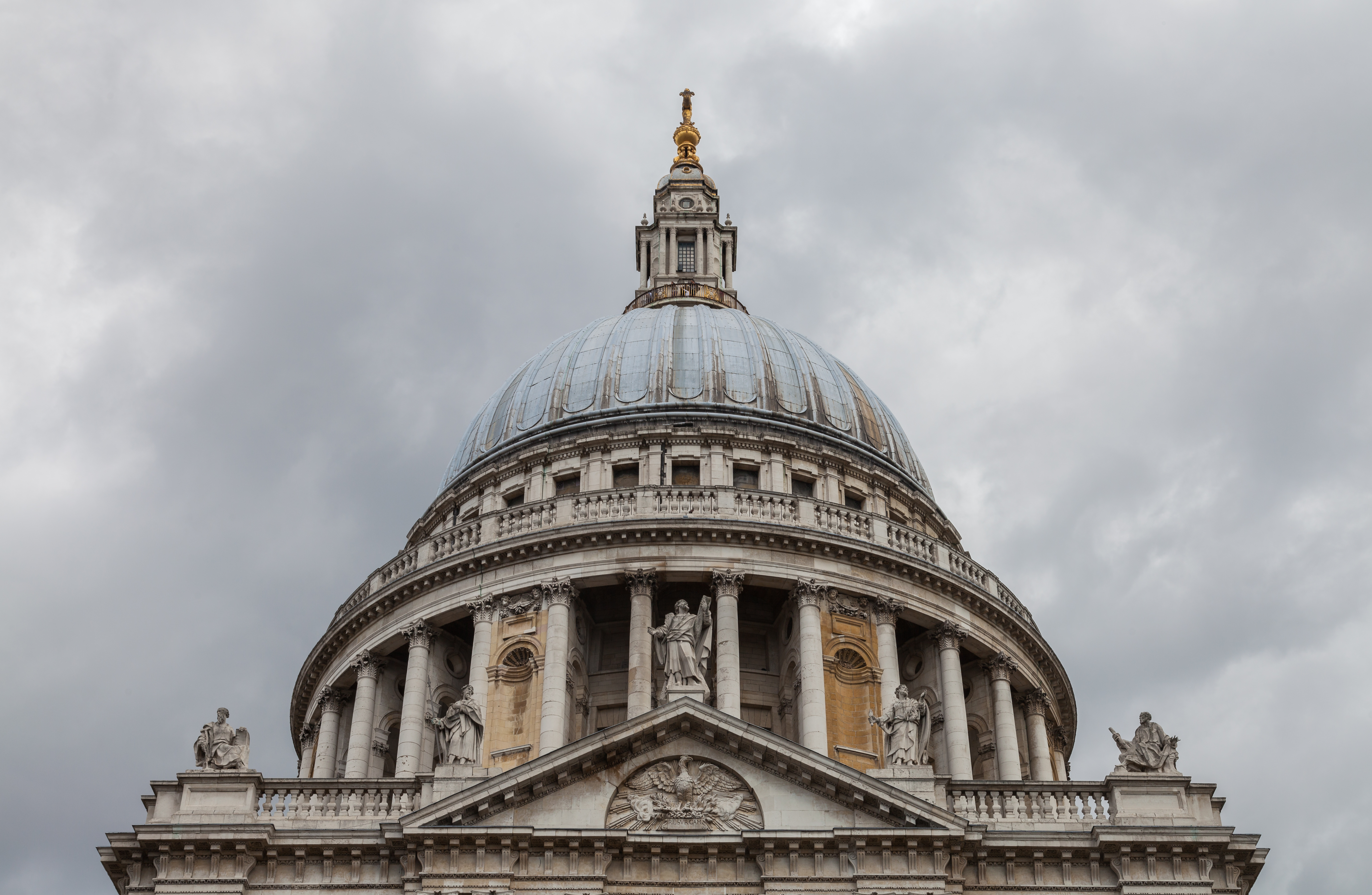
Cúpula

Neste local foi erguida, em 604 d.C., a primeira igreja da Inglaterra, feita de madeira. A igreja foi feita sob as exigências de São Melito, seguidor de Agostinho de Cantuária, cuja missão principal (a chamada "Missão gregoriana") era evangelizar os anglo-saxões do reino de Essex que habitavam a região. O prédio da igreja foi reformado em 675, 962 e novamente em 1087 até ser destruída pelo Grande incêndio de Londres.
Após as sucessivas reformas, a catedral permaneceu abandonada até que o arquiteto inglês Inigo Jones iniciou uma restauração definitiva da catedral em 1633, acrescentando a atual fachada neoclássica e outra cúpula de madeira. No entanto, a antiga catedral foi incendiada novamente e a cúpula acabou por ruir novamente e a igreja teve de ser reformada, porém desta vez foi contratado o renomado arquiteto Christopher Wren que aplicou o estilo barroco na catedral.
O projeto de Christopher Wren possuía cinco estágios de construções. Wren inicialmente examinou os projetos anteriores para entender as falhas nas estruturas anteriores. Wren constatou que todos os desenhos incluíam uma cúpula demasiadamente grande para a estrutura de tijolos e resolveu demolir todas as ruínas restantes em 1670 para começar absolutamente "do zero". Wren elaborou uma catedral em formato de cruz grega, mas seu projeto foi renegado por outros arquitetos por ser considerado muito complexo.

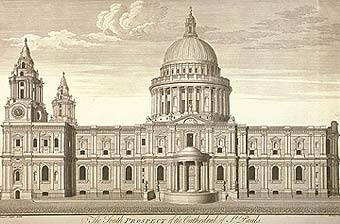
Projeto final de Christopher Wren para a Catedral de São Paulo.

A terceira proposta de Wren para a nova igreja foi baseada nas suas últimas concepções, mantendo a cruz grega. Para facilitar os estudos da construção, Wren elaborou uma maquete de gesso e madeira que custou cerca de 500 libras esterlinas e possuía cerca de treze metros de altura. Wren batizou sua maquete de Great Model. Apesar dos esforços de Wren, os clérigos ingleses consideraram o desenho muito diferente dos modelos de igreja existentes na Inglaterra, preferindo a planta da igreja em formato de cruz latina. As exigências dos críticos da época despertou a fúria de Wren que decidiu não expor mais suas ideias ou projetos.
O quarto desenho de Wren incluía uma igreja em estilo gótico, considerada a arquitetura mais refinada da época. Wren tentou alinhar elementos renascentistas com o estilo gótico de seus planos.
O quinto e último projeto foi autorizado pelo próprio rei com inclusão de alguns ornamentos ao projeto apresentado. Alguns destes ornamentos foram adicionados durante a construção da igreja, inclusive a grande cúpula. O projeto final de Wren foi baseado na Cúpula de São Pedro.

### Incidentes
A Catedral de São Paulo sobreviveu ao blitz de 10 de outubro de 1940 e de 17 de abril de 1941. Em 12 de setembro de 1940, uma bomba-relógio foi descoberta e removida da catedral. A bomba tinha poder de fogo o suficiente para destruir completamente a catedral e deixar uma cratera de 100 pés de profundidade no local.
A catedral correu perigo novamente em dezembro de 1940, quando foi encontrada uma bomba alojada na concha de chumbo do domo e foi removida com sucesso e a bomba veio a se incendiar fora da catedral.

## Artistas
A construção desta catedral envolveu vários artistas do Reino Unido, que viram na obra uma oportunidade de serem reconhecidos por seus trabalhos. Dentre os pintores contratados se destacam:
- James Thornhill (1676–1734) foi responsável por oito pinturas monocromáticas que adornam o interior do domo de São Paulo;
- Grinling Gibbons (1648–1721) foi responsável pelos trabalhos em madeira do coro e do transepto da catedral;
- Jean Tijou responsável pelo altar-mor;
- Bernard Smith foi responsável pela construção do órgão da catedral.
- Caius Gabriel Cibber (1630–1700) idealizou esculturas no transepto sul;
- Francis Bird (1667–1731) foi responsável pelas sete esculturas do lado oeste.

## Tumbas e memoriais

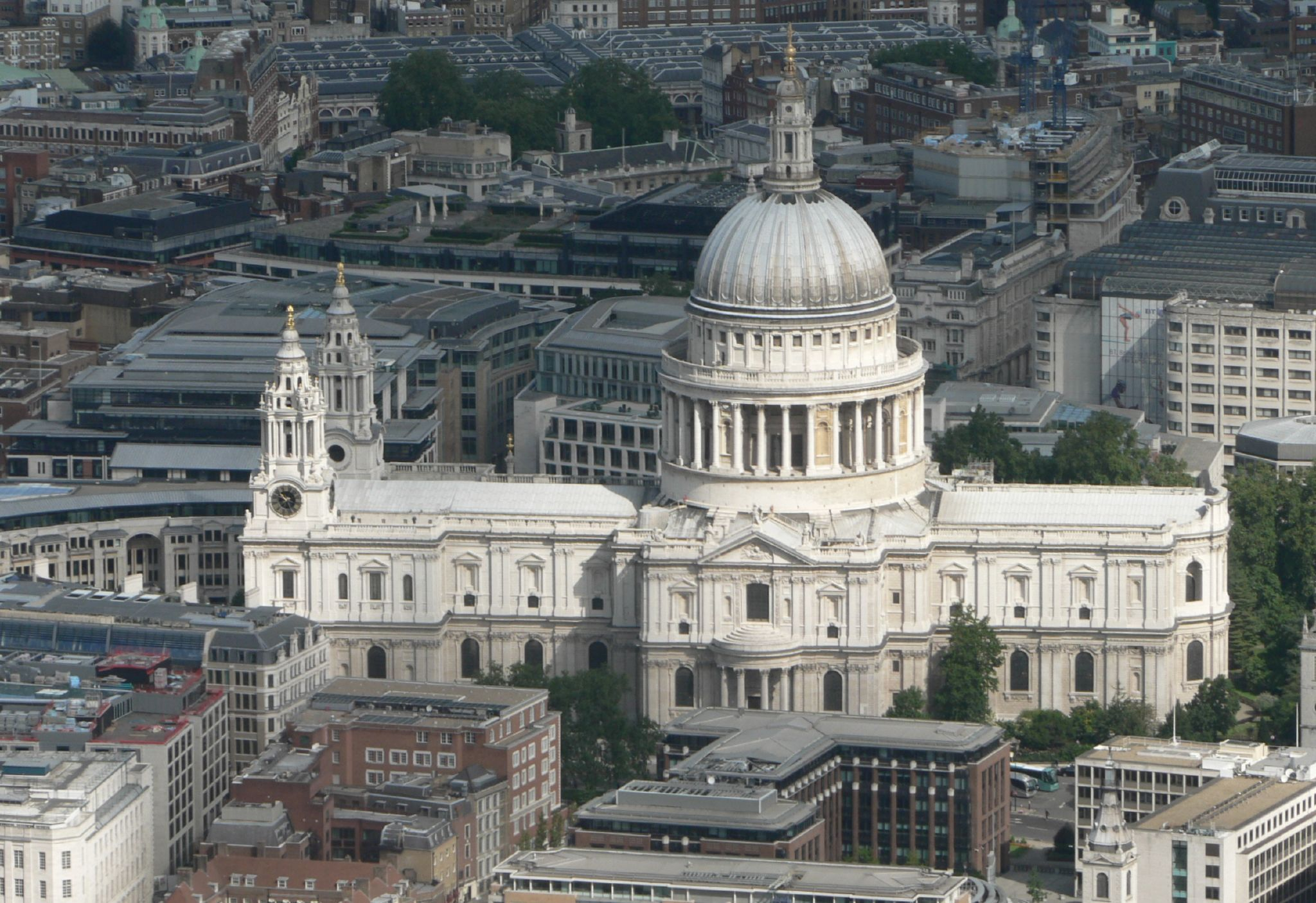
Vista aérea da Catedral.

A catedral abriga cerca de 200 memoriais que servem a Ordem do Império Britânico e ao Tesouro Nacional. Porém muitos tesouros foram perdidos ou furtados da catedral em 1810, quando um grande assalto resultou na perda de grandes artefatos preciosos do local. A catedral ainda abriga os túmulos de notáveis cidadãos britânicos. A primeira pessoa a ser enterrada no local foi Christopher Wren em 1723. Acima da cripta de Wren lê-se a seguinte inscrição: "LECTOR, si monumentum requiris, circumspice" (leitor, se procuras um monumento, olhe em torno de você). Abaixo segue a lista de pessoas enterradas na catedral:
- Conde Beatty
- Arthur Sullivan
- Duque de Wellington
- Benjamin West
- Blanche Plantagenet
- Charles Cornwallis
- Charles George Gordon
- Charles Hubert Hastings Parry
- Christopher Wren
- Cuthbert Collingwood
- Dudley Pound
- Edmund George Valpy "Evoe" Knox
- Edward John Poynter
- Edwin Landseer
- Etelredo II de Inglaterra
- Francis Walsingham
- Frederic Leighton
- Frederick Roberts, 1.º Conde Roberts
- Garnett Joseph Viscoun Wolesley
- George Cruikshank
- George Dance
- George Dawe
- George Duff
- George Grey
- George Williams
- Gordon Hamilton-Fairley
- Henry Moore
- Henry Paget, 2.º Conde de Uxbridge
- Horatio Herbert Kitchener
- Horatio Nelson
- Ivor Novello
- James Barry
- Jeremiah Clarke
- John Donne, antes enterrado na Antiga Catedral.
- John Everett Millais
- John Redford
- John Rennie
- John Wycliffe
- Lawrence Alma-Tadema
- Maurice Greene (compositor)
- Max Beerbohm
- Philip Sidney
- Philip Louis Vian
- Robert Mylne
- Roberto III de Artois
- Sebbi
- Alexander Fleming
- Edwin Landseer Lutyens
- George Frampton
- Henry Hughes Wilson
- John Jellicoe
- Joshua Reynolds
- Walter John De La Mare
- Walter Richard Pollock Hamilton
- William Blake
- William Boyce
- William Carnegie
- William Holman Hunt
- William Lamb
- William Llewellyn
- William Turner